# Brigitte von Rechenberg-Schneidemann
Brigitte von Rechenberg-Schneidemann (* 26. September 1953 in Chur als Brigitte von Rechenberg) ist eine Schweizer Professorin der Veterinärmedizin und Leiterin der von ihr begründeten «Musculoskeletal Research Unit» an der Universität Zürich.

## Leben
Brigitte von Rechenberg verbrachte ihre Kindheit in Chur, ihr Vater war Peter von Rechenberg, der langjährige Vorsitzende der «AO Foundation».
Von 1973 bis 1978 studierte von Rechenberg an der Universität Zürich (UZH) Veterinärmedizin und promovierte 1978 mit einer Arbeit zur chirurgischen Gelenkstabilisierung. Anschließend folgte eine Beschäftigung als wissenschaftliche Mitarbeiterin an der Universität von Pennsylvania und 1986 die Approbation als Tierärztin, während der Tätigkeit für die Kleintierklinik Würzburg. 1987 erwarb sie das Diplom als Fachtierärztin für Chirurgie. 1993 baute von Rechenberg die «Musculoskeletal Research Unit» (MSRU) an der UZH auf, die sie heute leitet. Als Gastwissenschaftlerin war von Rechenberg in den folgenden Jahren an den Universitäten von Colorado, Pittsburgh und Montréal beschäftigt, bevor sie 2000 an der Universität Zürich habilitierte.
Seit 1993 geprüfte Diplomatin des «European College of Veterinary Surgery», wurde von Rechenberg 2001/2002 Vizepräsidentin und 2003 zur Präsidentin des «European Board of Veterinary Specialisation» (EBVS) gewählt. Ein Jahr später erhielt sie für ihr „outstanding engagement and scientific advisory services in the development of the AO Biotechnology concept“ den «AO Recognition Price».
Seit 2007 ist von Rechenberg außerordentliche Professorin ad personam an der Universität Zürich und Vorstandsmitglied der Arbeitsgruppe «Frauen Vet Net». Neben der MRSU initiierte von Rechenberg auch die Gründung des «Center of Applied Biotechnology and Molecular Medicine» (CABMM), das 2009 den Betrieb aufnahm.

## Forschung
Von Rechenberg ist anerkannte Expertin für Klein- und Nutztierchirurgie. Der Schwerpunkt ihrer Forschungen liegt dabei im Bereich des Ersatzes und der Remodellierung von Knochen und Knorpelgewebe. Insbesondere untersuchte sie die Möglichkeiten osteochondraler Transplantation. Im Bereich des Knochen- und Knorpelersatz studierte sie Anwendungsbereiche verschiedener Biomaterialien in Verbindung mit grundlegenden Mechanismen der Zellsignalisierung und den Zusammenhängen von Knochenab- und aufbau. Für ihre Forschungen zur Anwendung des Knochenschweißens in der orthopädischen Chirurgie verlieh ihr die Schweizer Förderagentur für Innovation (KTI/CTI) 2005 den Medtech Award. Zudem wurde von Rechenberg mit ihrer MRSU Forschungsgruppe 2007 mit dem «Charles S. Neer Award» der American Shoulder and Elbow Surgeons ausgezeichnet.
Der breiteren Öffentlichkeit bekannt wurde jedoch ein von von Rechenberg geleitetes Projekt zur elektronischen Vermessung von Sätteln bei Rennpferden.

## Stiftungsarbeit
Von Rechenberg, die selbst mehrere Pferde besitzt, war unter den Initiatoren der gemeinnützigen «Stiftung Forschung für das Pferd» und gehört heute dem Stiftungsrat an. Durch Spenden realisierte die Stiftung seit 1998 über 40 Projekte und Teilprojekte, darunter maßgeblich die Einrichtung eines aseptischen Operationstraktes für Pferde mit dem in Europa ersten Aufwachbad. Patronatsmitglied der Stiftung ist der US-amerikanische Pferdeflüsterer Monty Roberts.

## Auszeichnungen
- 2004: Recognition Prize of the AO Technical Commission
- 2005: KTI Medtech Award
- 2007: Charles S. Neer Award

## Arbeiten (Auswahl)
- Experimentelle Untersuchung zur Fixation der Ligg. Collateralia Medialia mit Schrauben und Unterlagsscheiben. Brigitte von Rechenberg (Dissertation), 1978
- (Hrsg.), Tagung der Fachgruppe „Kleintierkrankheiten“: feline emergencies – the overview, Würzburg, 1987: Würzburg, 20./21. Juni 1987, DVG, 1987
- Cases of Ehrlichia canis in the German Federal Republic, 1988
- (Hrsg.) Euthanasie in der Kleintierpraxis. Ein Leitfaden für den Tierarzt und sein Praxisteam, Verden, Tierärzteberatung der Effen GmbH, 1998
- Subchondral Cystic Lesions in Horses: A Possible Explanation of Their Aetiology and Pathogenesis at the Level of Local Mediators, Matrix Degrading Enzymes and Cytokines. Brigitte von Rechenberg, 1999 (Habilitationsschrift)
- Photo-oxidzed Osteochondral Transplants. in: Cartilage surgery and future perspectives. Christian Hendrich, Ulrich Nöth, Jochen Eulert, Springer, 2003, S. 105ff (ISBN 3-540-01054-8)
- Erkrankungen des Halte- und Bewegungsapparats. in: Lehrbuch der allgemeinen Chirurgie für Tiermediziner. Olof Dietz, Walther Bolz, Thieme Verlag, 2004, S. 219–271 (ISBN 3-8304-1000-X)
- Introduction to Biotechnology. in: AO principles of fracture management. Thomas P. Rüedi, Richard E. Buckley, W M Murphy, Christopher G. Moran. Thieme Verlag, 2007, S. 57–68 (ISBN 3-13-117442-0)